# Остапенко Сергій Семенович
Сергій Семенович Остапенко (нар. 5 червня 1952, Київ, СРСР) — радянський юний актор, який у 1964 році виконав роль Хлопчиша-Кибальчиша у фільмі «Казка про Хлопчиша-Кибальчиша».

## Біографія
Народився 5 червня 1952 року у Києві. До ролі Хлопчиша-Кибальчиша в 1958 році Сергій зіграв жовтеня Альку у фільмі «Військова таємниця» (також за Аркадієм Гайдаром).
Здобув вищу математичну освіту в МФТІ, повернувся до Києва, захистив докторську дисертацію. Після розпаду СРСР емігрував до США, живе у Флориді, у передмісті міста Тампа. Викладає в Університеті Південної Флориди. Президент компанії Ultrasonic Technologies, Inc.
Дружина — Ганна Остапенко (1952), є діти Андрій (1975) та Марина (1978).
У 2014 році брав участь у зйомках документального фільму «Біохімія зради» російського тележурналіста Костянтина Сьоміна.

## Фільмографія
| Рік  |     | Назва                         | Роль              |    |
| ---- | --- | ----------------------------- | ----------------- | -- |
| 1958 | ф   | Військова таємниця            | жовтенятко Алька  | ру |
| 1964 | ф   | Казка про Хлопчиша-Кибальчиша | Хлопчиш-Кибальчиш | ру |
| 2014 | док | Биохимия предательства        | Сергій Остапенко  | ру |